# 瑪奇英雄傳
《新瑪奇英雄傳》，是一款由韓國devCAT開發的3D動作大型多人線上角色扮演遊戲，最初由Nexon在韩国运营。
《新瑪奇英雄傳》採用Valve的「Source引擎」開發，以《瑪奇》的世界觀為背景、人物採八頭身設定，加上砍殺感十足，些許血腥的畫面，與可愛清新的《瑪奇》走向不同。遊戲不僅強調細膩攻擊動作，結合與環境的交互物理作用，玩家可使用武器攻擊、踢倒怪物、摔倒攻擊等，同時也可思考如何利用牆壁、地面等環境，來有效擊倒怪物。
《新瑪奇英雄傳》與其系列的本作《瑪奇》共享相同的世界觀，但是《新瑪奇英雄傳》的背景是設定在瑪奇主軸時間線的千年以前，即「堤爾納諾」剛誕生的時候。因此《新瑪奇英雄傳》是作為瑪奇的外傳，而非獨立的遊戲。這也造就了英雄傳為了迎合背景故事，而採用與本作大相逕庭的遊戲風格。

## 故事

### 第一季
人類相信，只要殺掉所有魔族，樂園（愛爾琳）就會降臨，人類的守護神茉莉安也會回來。到時侯痛苦、悲傷等負面事物不再存在，人類只會過著無憂無慮的生活。因此，人類長期與魔族對峙。
序章
位於村莊庫漢的卡布蘭傭兵團帶著女祭司提爾進入鐘樓，以圖安撫正在發狂的村莊女祭司守護者——巨型蜘蛛「范沙魯特」。傭兵首領艾旦發現地下有著魔族的標誌，隨後整個傭兵團受到狼人弓箭手的偷襲，只有作為新兵的玩家沒有受傷。玩家一路擊退狼人，一路帶著提爾進入鐘樓樓頂。提爾沒法控制范沙魯特，玩家別無他法，殺死范沙魯特。（一個蜥蜴人正在遠處看著整個事件，然後離去。）

## 角色扮演及職業
不同於《瑪奇》的夢想生活，可以任意選擇職業路線取向；在《瑪奇英雄傳》中是存有職業的分類，每個職業只有單個特定的角色所扮演，而每類角色的主線任務、支線任務、內容、頭銜也並非完全相同，玩家不能更改特定角色的性別、種族等等。
可分為以下幾個特定角色：
男性角色
- 利斯塔（Lethita） CV：浪川大輔〈日〉

擁有無人能敵的攻擊速度，以雙持武器組合作出靈活的攻擊，強大的動作感是該角色的獨特性，可用的雙持武器為「雙劍」及「雙持長槍」。
利斯塔是一名崇尚戰鬥和勝利的西北部年輕戰士，他背井離鄉漂泊至庫漢，與卡布蘭傭兵團結成同盟。他精通劍術，駕馭雙劍於暢快淋漓的攻擊招式之中，進攻速度更是無人能敵，讓敵手在無暇喘息之際束手就擒。為了保證攻防克敵時的速度和靈活，先期只能裝備輕甲，隨著高強度的修煉和能力的增長，利斯塔將逐漸開始駕輕就熟於重裝盔甲的力量。
- 卡魯（Kalok） CV：立木文彥〈日〉

力大無窮加上巨人的體格，就是他的厲害之處！把天生的力量運用在揮擊及撞擊，那股蠻力更能空手抵擋巨大怪物的攻擊。卡魯很喜歡RAP，他可使用武器為「戰柱」和「拳砲」。
卡魯來自庫漢地區的巨人村子。誰都不知道巨人村子在哪兒，但看卡魯溫和的性格，他應該是從溫暖的南方來的。卡魯使用和自己身高差不多的柱子對敵人進行攻擊。力大無窮的他可以舉起巨大的物體扔向敵人，還可以用空手抵擋巨大怪物的攻擊。雖然動作慢，但攻擊力很高。卡魯的第二個武器是拳炮。拳炮是像拳套那樣帶在右手上的。如果說戰柱是一招斃命的武器，拳炮是以快速連擊進行攻擊。有機會時還用拳套上的機械裝置發出炮擊進行攻擊。
- （Kay） CV：平田廣明〈日〉

頭腦機靈的獵手，擁有巨人的體質，但身型卻是人類般，使用弓箭射擊令敵人無從入手，更能瞄準敵人的弱點作出連續致命射擊，弓身可自由變換成「長弓」及「短弓」模式。
出生在東北部，他性格謹慎且對速度有著強烈的追求和信念。他為人低調，不與他人談論他的過往，這也使他的過去成為了一個謎。在加入卡布蘭佣兵團之前只有一種傳言：他心愛的人喪失在魔族的魔爪之下。
的主要武器是弓，並且可以熟練切換弓的形態。他擅長遠距離狙擊和近身的踢技，他可以迅速找到敵人的弱點並給予其致命一擊。在不斷的戰鬥磨練中，凱逐漸熟練於對重甲和板甲的掌握。
第二武器為十字槍〈將Cross bow和Gun結合稱為Cross gun〉，普通攻擊攻速極快，但需要裝填彈夾，技能也需要類似伊菲〈魔法師〉一樣裝填較久，所以面對小怪時偏向橫掃型，面對首領怪物時偏向爆發型。
- （Hurk） CV：置鮎龍太郎〈日〉

手持巨劍的狂戰士，有著非常可怕的破壞力。只有赫克這樣強壯的勇士，才能輕鬆的駕馭！
自小為孤兒，出生地是東方，其餘不詳，獨自努力著不讓自己變成弱勢的一方，雄壯的體格讓他人感受到壓力。赫克揮舞著比自己身形還要大的巨劍，對他來說，攻擊就是最好的防禦。在作戰時看到手持巨劍的赫克模樣就只有「狂」能形容，不間斷的連續攻擊、讓對手破綻百出的反彈攻擊，是赫克的攻擊特色。
第二武器為銃刃(散彈槍與長刀)。
- （Hagie） CV：岡本信彥〈日〉

出身於精通魔法的古老家族，家族成員世世代代鑽研且精通各種幻影魔法，某日，一位名叫艾爾的魔法師出現在赫基面前，毀滅他的家園和所有親人。
年幼的他被帶到孤兒院中生活，多次尋仇，但每次以失敗收場。然而，在兩人每次交鋒中，艾爾反而有意或無意間傳授赫基許多幻影魔法和治癒魔法，並隨時接受其挑戰。
隨時間推移，他心中除敵意和復仇之外無意產生的複雜感情，某天艾爾遭受到敵人的攻擊，同時，他也輾轉得知家族不為人知的秘密與艾爾的目的，在復仇與真相的十字路口上，他該怎麼選擇？
會用幻影碎片，進行近身或遠距離攻擊，同時脫離過去法師形象，擁有快速地進行華麗攻擊的能耐。
另外可協助同伴恢復隊友的生命力或是降低敵人的防禦魔法。
- （Grimden） CV：鶴岡聰〈日〉

背負悲慘過去的神秘暗殺者，自幼被突然自稱「引導者」的怪人綁架，將他推向黑暗的深淵。
在長期的洗腦與訓練下，變成失去自我與回憶的殺戮工具，隨著某天突發的劇痛，他重新從黑暗中甦醒。為贖罪再次拾起鉤刃重返戰場。
以迅雷不及掩耳的速度發動突襲，鑽入敵人死角發動攻擊以追加傷害，其分身可快速於攻擊與防禦中進行轉換。
- （Kael）

身為名門貴族且受封爲皇家騎士的他，因目睹底層百姓悲慘以及貴族不願面對的真相，轉而投身反抗軍的行列。
雙重身分底下守護著不同的價值並學到英雄的本質為何，在捲入衝突事件後，就此來到庫漢。
可用武器為劍槍，強調能刺擊&砍擊、多段式快速攻擊。
- （Achel）

人稱「赤犬」的異國傭兵，出生在南方大陸的東南角小國「康納赫特」
於首都的貧民窟長大，內心也嚮往樂園。其居住的庇護所是貧民窟的一束光，但命運對他來說過於殘酷，也無情熄滅他生命中的一絲光明。
但沒因此喪失信念，並下定決心離開尋找新的樂園。
專屬武器「長矛&圓盾」，擅於其迅猛的槍法攻擊，圓盾則提高生存同時能打擊壓制敵人
- （Sou）

出生於乾坤國的武士，因乾坤國內亂而流離失所，獨自旅行來到西方大陸。
專屬武器為小太刀與大太刀的兩把武士刀，在西方被稱為「東方之刃」。
角色主題曲：「夜鴉」。
女性角色
- （ Fiona） CV：皆川純子〈日〉

使用單手武器及盾牌的攻守兼備類型，能把攻擊及防禦發揮得淋漓盡致，可用的武器形式為「單手劍」或「單手錘」，「盾牌」或「巨盾」。
出生在庫漢南部，性格沉默且不善言語，從來沒有人了解其加入卡布蘭佣兵團的真正原因。她善於使用單手劍和盾牌擺出堅固的防禦姿態來抵禦敵方的攻擊並伺機反擊，當對手使出最大的力量企圖施展致命打擊的時候，卻已經落入了菲歐娜的防禦陷阱而破綻百出。由於她以防守著稱，因此重甲裝備是鞏固防禦力的最佳配置。
- （Evy） CV：豐崎愛生〈日〉

以魔法及煉金術代替物理攻擊，儘管因體格而失去防禦力，但她卻能把魔力朔造出一道堅厚的魔法盾，華麗的魔法帶來震撼的破壞力，能使用「法杖」及「戰鐮」。
是出身於東方貴族家庭的魔法師，但誰都不知道她真正的身份。她不僅能用法杖使出魔法箭、炎爆術，還會使用煉金術召喚出元素傀儡。通過冒險成長的伊菲還會使用能把所有物體失去重力的反引力風暴等古代魔法。
第二武器是戰鐮，手持戰鐮時不僅可以進行物理攻擊，還可以使用戰鐮獨有的魔法攻擊。在一連串的物理攻擊後附加魔法的「死亡烙印」和「死亡纏繞」，讓周圍的敵人受到魔法絲線割肉般的痛苦，瞬間消滅周圍敵人。還能用該職業最具特色的「月光閃」(瞬間移動技能)躲避敵人的攻擊。
角色原型以瑪奇英雄傳製作人李恩石的妻子李由美作為範本製作。
- （Vella） CV：豐口惠〈日〉

實為出生地不明的孤兒，遭人口販子集團誘騙綁架，因此與原本的家人失散，趁成員一時沒注意而逃跑，逃離人口販子追捕後所幸被好心的旅行者發現。
但薇拉忘記自己家鄉名稱以及其他特徵，不得以與旅行者一同旅行。
使用雙劍的女性角色，特色是利用雙劍快速攻擊和反擊。第一武器為雙劍並與利斯塔第一武器為共用；第二武器為「鏈刃」。
生存技能是迴避鍵的十字步法或移動中迴避鍵的風步。十字步法類似菲歐娜的防禦和利斯塔的滑步結合版，使用後極短時間內原地無敵，並且正面面向的敵人正在攻擊的瞬間可以作出十字反擊和十字雙反；風步能夠像利斯塔的滑步一樣作出迴避和短暫的無敵時間，雖然沒有風步進階但是距離較滑步為長。十字步法或風步中能夠按下迴避鍵作出反彈遠程攻擊的技能。
為第二季(S2)以後第一位推出的英雄角色。
操作略比利斯塔難，但模式與利斯塔相似。設計理念是性感魅力的外型，有著類似航海士的職業專屬裝備。性格設定為聰明、精幹。
- （Lynn） CV：小倉唯〈日〉

是自於東方某個失落王國的公主，從小就開始修煉槍術，擁有強大的體力和意志力，千萬不要被她可愛的外表所欺騙，她可是名不容小覷的女英雄。
的特長是利用長槍進行柔和優雅且像流水般的快速攻擊，舞姿般的攻擊內隱藏著殺機，可輕鬆擊倒任何對象。
她能在抓準時機後快速衝向敵人，或是利用迅雷不及掩耳的速度入侵到敵人身後，抓準時間對敵人展開攻擊，而攻擊後快速的後退也是她的特徵之一。
第二武器為舞花。
- （Arisha） CV：石黑千尋〈日〉

是使用魔刃與滅靈手套的魔劍士，右手揮舞著魔刃，左手穿戴滅靈手套投擲魔力石攻擊敵人，沒有人知道她因什麼樣的理由進到傭兵團來。
會依狀況使用多樣化的攻擊。像是投擲的魔力石可以重新召回，因此能夠從後方突襲敵人，而魔刃解放活性化後，可以像閃光一樣攻擊敵人，並與魔力石轉換位置，神出鬼沒的戰鬥行蹤，常讓敵人摸不著頭緒，再利用適當的時機給予致命一擊是她的特色。第二武器為「鞭子」。
- （Delia） CV：佐倉綾音〈日〉

是某王國的公主，從小喜愛劍術並嚮往騎士精神，並立志成為與哥哥們一樣偉大的騎士，雖然貴為王女，但她從未甘於安逸華貴的生活，因而踏上冒險之路，離鄉背景到異地修行。
路途中結識的巨人一族改變她的一生，在隱世的巨人村莊，習得重劍的使用技巧。最後在巨人的指引下，前往庫漢加入傭兵團的行列，通往未來的大門正等待著她...。武器為「重劍」。
- （Miri） CV：早見沙織〈日〉

善用龍魂之刃的少女，雖一度害怕龍魂之刃帶來的力量，但最後決定實踐自身的使命舉起巨刃。
擁有專屬的變身技能「末代龍裔」能轉化成“龍騎士”，並且不影響變身光明或暗黑騎士的技能。
- （Miul） CV：井澤詩織〈日〉

因一樁意外失去家人，與姊姊“艾瑞莎”失散。並獨自乘船來到東方之都「希蘭」。
為在異地生存，決心忘記過去。隨時間流逝，她成長為一位冷酷無情的傭兵，因傑出的能力被稱為「空間魔女」的繆兒
本以為已無所畏懼，反而極度想逃避的過去，卻伴隨神秘的力量，重新出現在她眼前...。
能使用支配空間次元的魔銃手槍，並利用自身魔力作為子彈，來引發魔銃的強大力量進行戰鬥。
- （Bel）

伐木人後裔，受樂園降臨後的時間扭曲影響，被下永生不老的詛咒，因此無法停留同地區太久，避免被當地居民懷疑，而四處漂泊，無奈尋找解開詛咒的方法。
隨時間過去而漸漸厭倦長途旅行，原打算就此放棄，但來到庫漢後很快加入傭兵團的行列，無意間開啟蓓爾的新旅程。
- （Lethor）

其身份是黎明一族倖存者，默默背負一族數百年來的使命，輾轉各地避免悲劇一再發生
數個月後她來到庫漢，決心守護大家的她，並推開卡布蘭傭兵團的大門…。
手上的紋章是璃朔的主力武器兼力量來源，能將靈氣轉換成力量，對敵人施以拳、掌、踢等連續體術攻擊或運用靈氣的力量迅速近逼、展開長驅直入般的攻勢。
- （Tessa）

泰莎是使用護手刺劍和寶石魔法捉拿通緝犯的賞金獵人。
即給人優雅又充滿自信的形象，但因捲入某個事件。
使她放棄如日中天的演員生涯，選擇以賞金獵人的身份生活。
- （DanAh）

原是在冥界守護花田的武士，因不忍驅逐獨闖冥界尋找亡母的孤兒，幫助其與母親返回現世，而違反冥界的律法。
作為代價，被處以酷刑並被放逐至人間，永世不得輪迴。能仰賴的，僅有手中的結魂刀及與靈魂溝通的能力。
以「萬神」之姿，幫助身陷苦難的人們與和漂泊現世的亡靈，在無盡歲月中尋找人生意義。
現在為了保護在危機四伏的庫漢中頓失所依的人們，她成為傭兵團的一份子。
角色主題曲：「野花」（主唱：柳洙正）。
- （Letty）

出身東方大陸里昂王國海軍士官學院，是一位喜歡爆炸與火花的女孩。她的微笑雖然甜美，卻散發出一股不尋常的氣息，為了能「合法爆破」，她成為了一名海軍學校的學員。
然而，在一連串歡笑與淚水交織的事件後，她決定與重型火砲「克拉帝」一同踏上旅程。
- （Latiya）

來自叢林部族「黑爪」的女傭兵。嚮往成為騎士而踏上旅程，卻自己的急燥導致意外，也放棄夢想。
帶著沮喪與迷茫的心情返回叢林，望向夜空中的星光，想起自己真正的夢想。
為了實現夢想，也再次走向外頭的世界，踏上自己的道路，加入傭兵團。
專屬武器「騎槍」象徵拉緹雅對成為騎士的憧憬。騎槍施展沉重且具破壞力的刺擊，並同時使用鉤爪彌補機動性和速度，提升威力。
- （Czern）

稱為「黎明魔女」的神秘魔法師。徘迴於戰場拯救人民，卻無人知道她這麼做的理由。
擅於隱藏自己情緒的泫兒，對人們展現冷漠並保持距離的一面。
泫兒據母親留下的書信的線索而前往庫漢。
專屬武器「天球」可以將符文魔法揮灑自如，除了可啟動天球上刻印的符文光譜使用魔力氣流。
也可消耗MP引發天球超載，能發揮出更加華麗又極具破壞力的魔法技能。
角色主題曲：「Awake In The Light」。
- （Sanyaa）

出身西方大陸的東部盡頭一處貴族領地，實為黑影兄弟團的一員。
專屬武器「雙曲刃」可快速鎖定敵人破綻的一對雙手短劍，與自身靈活的格鬥技完美契合並有效造成巨大傷害。
角色主題曲：「邁步向你 My Answer」（主唱：COOMO）。

## 系統配備需求
電腦配備
- 作業系統: Windows 10
- CPU 處理器: Intel i5 Haswell, AMD Ryzen3 2200G (4核心 3.2GHZ 以上)
- RAM 記憶體: 8GB 以上
- VGA 顯示卡: GeForce GTX 660, Radeon HD 7850 (VRAM 2GB 以上)
- 硬體空間: 20GB以上 (可用空間)
- Direct X 版本: Direct X 9.0c 以上

## 遊戲玩法
操作模式
《瑪奇英雄傳》提供三項遊戲玩法給玩家使用，分別為「滑鼠操作模式」、「鍵盤操作模式」和「遊戲手把操作模式」，玩家可以隨自己的喜好和習慣而轉換。
攻擊方式
在攻擊方面，分別為「普通攻擊」及「重擊」，特過組合不同的按法來發動各種不同的技能，例：「普通攻擊」四次+「重擊」一次，就能發動菲歐納單手劍的「破心」技能，不同於其他遊戲以點擊技能圖示發動相應的技能。不過在組合當中，普通攻擊必定要比重擊先施放才有效果。
除了上述的主武器攻擊，在遊戲裡更有輔助武器的模式，玩家可以購買長矛、炸彈、閃光彈等等輔助武器，依照場景和需要而使用。而除了在NPC處購買輔助武器外，在戰役中玩家亦能夠擊碎場景物件，例如石柱、木塊、瓦缸，都能夠巧妙地運用作為攻擊的武器；在戰役場景裡，玩家可以選擇瞄準模式而作出拋擲。在與巨大怪物交戰時，根據瞄準巨大怪物的特定部位，進行數次射擊或拋擲就能破壞各種怪物的「特殊部位」，並獲得專屬道具。

## 研發與營運歷程
- 2007年，Nexon在韓國G★2007電玩展首次宣布將推出《瑪奇英雄傳》的訊息[2]。
- 2009年3月20日：在韓國展開為期三天的封閉測試。
- 2009年5月19日：在韓國舉行第二次封閉測試。
- 2009年9月30日：在韓國進行六小時「游擊」測試[3]。
- 2011年4月14日：在中國大陸由世紀天成負責代理營運，開始首次封測。[4]
- 2012年7月9日：在台灣由遊戲橘子正式代理，開始營運。[5]
- 2015年6月5日：台灣遊戲橘子宣布旗下代理遊戲瑪奇英雄傳將於8月11日結束營運。
- 2015年6月23日：Garena 台灣競舞娛樂宣布代理《新瑪奇英雄傳》並於8月與開發商Nexon一同舉辦大型玩家見面會。[6]
- 2015年7月2日：Garena 台灣競舞娛樂宣布《新瑪奇英雄傳》將採用韓日原版設定，取代現有的 XE (Extreme Edition) 版本，並且即將推出最新章節 Chapter 1—「忘卻樂園」。
- 2015年8月5日：Garena 台灣競舞娛樂宣布《新瑪奇英雄傳》將於2015年8月20日下午3時正至2015年8月23日下午3時進行為期三天的刪檔式封閉測試。
- 2015年8月6日：Garena 台灣競舞娛樂於《新瑪奇英雄傳》官網開始派發封閉測試之封測碼，由2015年8月6日中午12:00～2015年8月14 日下午18:00 截止，每日500組，每日中午12時重置。
- 2015年8月20日：Garena 台灣競舞娛樂於《新瑪奇英雄傳》官網[永久]宣佈開始刪檔式封測，至2015年8月23日下午15:00。
- 2015年8月25日：Garena 台灣競舞娛樂開始公測。（詳情請看《新瑪奇英雄傳》官網。）
- 2017年2月16日（美西時間）：歐服合拼到美服確定在美西時間2月16號。（詳情請看《瑪奇英雄傳》官網 （页面存档备份，存于）。）
- 2017年4月19日：世紀天成宣佈Premiere 版本正式上線。（詳情請看《瑪奇英雄傳》官網 （页面存档备份，存于）。）
- 2018年5月30日：Nexon 日本宣布旗下遊戲瑪奇英雄傳將於8月29日結束營運。（詳情請看《瑪奇英雄傳》官網 （页面存档备份，存于）。）
- 2018年7月3日：Garena 泰國競舞娛樂宣布遊戲瑪奇英雄傳將於8月31日結束營運。（詳情請看《瑪奇英雄傳》官網。）
- 2019年6月14日：Garena 台灣競舞娛樂宣布《新瑪奇英雄傳》將於8月18日結束營運。
- 2019年6月14日：Nexon 台灣宣布繼續代理《新瑪奇英雄傳》（詳情請看《新瑪奇英雄傳》官網 （页面存档备份，存于）。）
- 2019年8月22日：Nexon 台灣開始營運，語音回歸韓文。（詳情請看《新瑪奇英雄傳》官網 （页面存档备份，存于）。）

## 外部連結
- （繁體中文）瑪奇英雄傳-台灣官方網站（Garena 台灣舞競）
- （繁體中文）瑪奇英雄傳-台灣官方網站 （页面存档备份，存于）
- 洛奇英雄传-韓國官方網站 （页面存档备份，存于）
- （简体中文）洛奇英雄传-中国大陆官方网站 （页面存档备份，存于）
- （英文）洛奇英雄传-北美官方網站 （页面存档备份，存于）